# Heinrich Füllstein
Henryk Füllstein-Herburt (ur. ok. 1455 r. w Bohuszowie, zm. 7 czerwca 1538 r. we Wrocławiu) – niemiecki duchowny katolicki, wrocławski biskup pomocniczy.

## Życiorys
Wywodził się z rycerskiego rodu mającego swoje korzenie w Westfalii, który osiadł w XIII wieku w Bohuszowie, koło Osobłogi w księstwie opawskim. Był kanonikiem kapituły kolegiackiej we Wrocławiu, a następnie kolejno: dziekanem kapituły w Głogowie, kanonikiem kapituły katedralnej we Wrocławiu, proboszczem w Trzebnicy, Lubinie i Jaworze.
Świetnie władał językiem polskim i czeskim, z tego względu książę opolski, Mikołaj II i Jan II Dobry powoływali go na swojego doradcę i kapelana dworu. Towarzyszył księciu Mikołajowi w drodze na śmierć na nyskim rynku w 1497 roku. W zamian władca zapisał mu swoje kosztowni w testamencie.
8 sierpnia 1505 roku został prekonizowany biskupem tytularnym Nicopolis ad Iaterum i biskupem pomocniczym wrocławskim. Odmówił święceń kapłańskich Ambrosioswi Moibanusowi. Obok pełnienia funkcji biskupich uczestniczył w pertraktacjach z władzami świeckimi na temat praw kapituły i ochrony Kościoła katolickiego przed wpływami protestantyzmu. Zmarł w 1538 roku i został pochowany w rodzinnym kościele w Bohuszowie (Füllstein).